# Stazione di Sillian
La stazione di Sillian è una stazione ferroviaria posta sulla linea San Candido-Maribor. Serve il centro del comune di Sillian, nel Distretto di Lienz, in Austria.
La stazione, gestita dalle Österreichische Bundesbahnen, venne inaugurata nel 1871 contestualmente all'apertura della tratta ferroviaria da Villaco a Fortezza, all'epoca interamente ricompresa nel territorio imperiale austro-ungarico. Essa dispone di un piccolo fabbricato viaggiatori a due piani, costruito in pietra secondo il tipico stile alpino tirolese, con il tetto in legno, all'interno del quale trovano posto la biglietteria e la sala d'attesa; il piano superiore e la mansarda sono adibite ad abitazione privata. Il patrimonio edilizio è completato da altri due edifici a singolo piano, di costruzione più recente, adibiti ad uffici, e da un magazzino merci, in disuso.
Il sedime ferroviario consta di 3 binari passanti, di cui due effettivamente utilizzati, serviti da tre banchine collegate da un attraversamento a raso a livello delle rotaie; ad essi si aggiungono alcuni binari adibiti a servizio merci, non più operativi.
La stazione è servita da treni regionali e regio express operati da SAD sulla relazione internazionale Fortezza-San Candido-Lienz, e da Österreichische Bundesbahnen sulla tratta da e per Friesach.